# Steristopfen

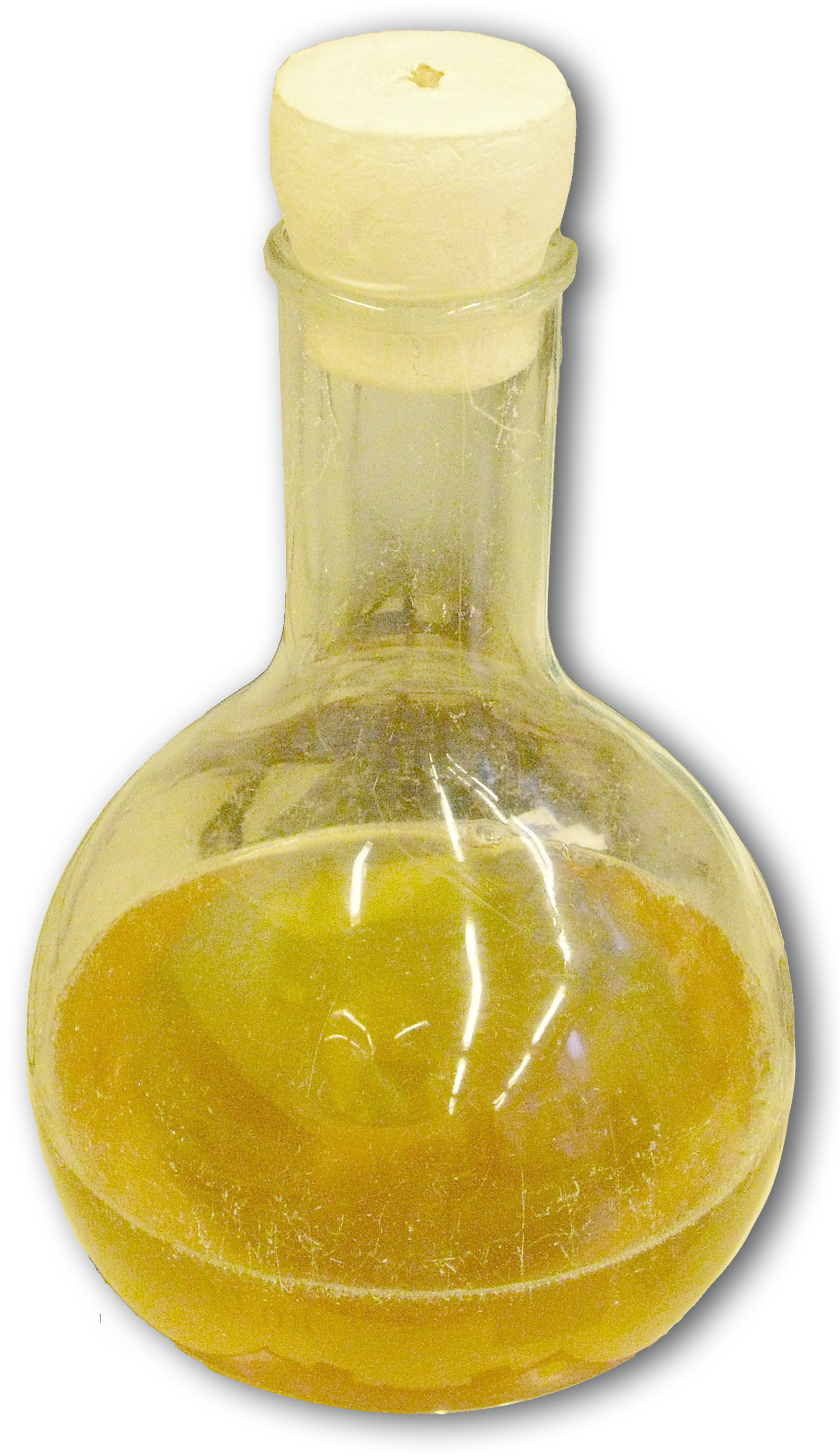
Steristopfen auf einem Rundkolben

Steristopfen und Steristopfen-Passform sind kegelförmige Verschluss-Stopfen aus Zellulose für die Mikrobiologie. Sie finden Einsatz in der Bakteriologie, bei Hygieneinstituten, Lebensmittel- und Kriminallaboren sowie in Lehranstalten.

## Geschichte
Der Steristopfen wurde Anfang der 1960er Jahre von Heinz Herenz entwickelt und am 13. März 1965 zum Patent und als Marke angemeldet.

## Eigenschaften
Steristopfen eignen sich zum sterilen Verschluss von Bakterienkulturen in Reagenzgläsern, Erlenmeyer- und Kulturkolben. Sie sind autoklavierbar bis 200 °C, bakterienfilternd, sterilisierfähig, luftdurchlässig und sind für den Einmalgebrauch konzipiert. Sie ermöglichen den Verzicht auf das umständliche und arbeitsintensive Eindrehen von Watte, das bis zur Entwicklung der Steristopfen die gängige Methode zum Verschließen von Laborglas war.

## Herstellung
Steristopfen werden in Deutschland aus einem speziellen, eigens für dieses Produkt hergestellten Zellstoff bei hoher Geschwindigkeit und unter Zuhilfenahme eines speziell für diesen Zweck entwickelten, produktneutralen Klebstoffs um einen Dorn gewickelt. Die einzelnen Formen und Größen werden durch entsprechende Schablonen vorgegeben.

## Produktvarianten
Die Steristopfen werden passend für alle gängigen Innendurchmesser von 4 mm bis zu 70 mm in 73 verschiedenen Ausführungen standardmäßig in normalhart, weich oder extrahart hergestellt. Des Weiteren werden Sonderstopfen für Außendurchmesser von 6, 12 und 14 mm für Labor-Röhrchen produziert, Steristopfen als Abstrichstäbchen für die gynäkologische Vorsorgeuntersuchung für das Cancer-Antigen 125 sowie kundenspezifische Ausfertigungen.